# Банкете (Л'Аквила)
Банкете (итал. Banchette) је насеље у Италији у округу Л'Аквила, региону Абруцо.
Према процени из 2011. у насељу је живело 70 становника. Насеље се налази на надморској висини од 393 м.